# Premio Arthur L. Schawlow de Ciencia de Láser
El Premio Schawlow L. Arthur en Ciencia de Láser es un premio que se ha concedido anualmente por la American Physical Society desde 1991. El destinatario es elegido para "sobresalientes contribuciones a la investigación básica que utiliza el láser para avanzar en el conocimiento de las propiedades físicas fundamentales de materiales y su interacción con la luz". El Premio lleva el nombre de Arthur L. Schawlow (1921-1999), pionero de láser y Premio Nobel, y a partir de 2007, se valora en $ 10.000.

## Galardonados
- 2015 Christopher Monroe
- 2014 Mordechai Segev
- 2013 Robert Alfano
- 2012 Michael D. Fayer
- 2011 Jorge Rocca
- 2010 Henry C. Kapteyn, Margaret M. Murnane
- 2009 Robert E. Field
- 2008 James Bergquist
- 2007 Szymon Suckewer
- 2006 Paul B. Corkum
- 2005 Marlan O. Scully
- 2004 Federico Capasso
- 2003 David E. Pritchard
- 2002 Stephen E. Harris
- 2001 David J. Wineland
- 2000 Richard Neil Zare
- 1999 Carl E. Wieman
- 1998 William D. Phillips
- 1997 Charles V. Shank, Erich Peter Ippen
- 1996 Theodor W. Hänsch
- 1995 Richart E. Slusher
- 1994 Steven Chu
- 1993 John L. Hall
- 1992 Yuen-Ron Shen
- 1991 Peter P. Sorokin